# 中国中車南京浦鎮車輛
中国中車南京浦鎮車輛有限公司（ちゅうごくちゅうしゃナンキンほちんしゃりょうゆうげんこうし CRRC Nanjing Puzhen Rolling Stock Co., Ltd. ）は中華人民共和国江蘇省南京市にある鉄道、軌道車輛の設計、製作を行う中国中車集団のグループ企業。南京を中心に蘇州・常州・杭州・合肥にも拠点を持つ。

## 沿革
- 1908年 - 浦鎮機廠として発足。
- 1949年 - 浦鎮鉄路工廠と改称。
- 1952年12月 - 浦鎮機車車輛修理工廠と改称。
- 1958年 - 客車、貨車、台車等の製造を開始。
- 1965年2月 - 蒸気機関車修理部門を柳州機車工廠へ移管。
- 1998年5月 - ISO9000を取得
- 1999年5月12日 - アルストムと提携。
- 2000年9月 - 国有企業の分割化に伴い、中国機車車輛総公司工業が分割され、中国南方機車車輛工業集団公司(中国南車)の傘下となる。
- 2001年7月23日 - ISO9001を取得。
- 2002年12月16日 - 南京浦鎮車輛廠に改称。
- 2005年 – ナブテスコと提携。
- 2014年 – ボンバルディアと提携。
- 2015年6月 - 中国南車と中国北車とが合併し設立された中国中車の傘下となり、中車南京浦鎮車輛に改称。

## 子会社
中車広東軌道交通車両有限公司（2010年5月31日）
杭州中車車両有限公司（2011年3月22日）
常州中車軌道交通車両有限公司（2013年7月5日）
合肥中車軌道交通車両有限公司（2013年7月30日）
蘇州中車軌道交通車両有限公司（2013年12月31日）
南京中車浦鎮海泰製動設備有限公司
南京中車浦鎮城軌車両有限责任公司
南京中車海達鉄路サービス有限公司
南京河西新城新型有軌電車建設有限公司
南京麒麟現代有軌電車建設有限公司
南京中車浦鎮工業物流有限公司
中車浦鎮厖巴迪運輸系統有限公司
江蘇省城市軌道交通研究設計院股份有限公司

## 主な製造車輛

### 客車
- 中国国鉄18・19T・21・22・22B・23・25A・25B・25G・25K・25T・25Z・31型客車

### 地下鉄車両
アルストムとの提携により1999年から地下鉄車両を製造している。
| 国/地域      | 都市           | 運営中の路線                                                                                     | 事業中の路線                               |
| ------------ | -------------- | ------------------------------------------------------------------------------------------------ | ------------------------------------------ |
| 中国・江蘇省 | 南京           | 1号線・2号線・3号線・4号線・7号線・10号線 空港線・寧和線・寧滁線・寧溧線・寧天線・寧高線・寧句線 | 5号線・6号線・9号線・11号線 寧馬線・寧揚線 |
| 中国・浙江省 | 杭州           | 1号線・2号線・3号線・4号線・5号線・6号線 7号線・8号線・9号線・10号線・16号線・19号線・杭海城際   |                                            |
| 中国・江蘇省 | 蘇州           | 1号線・2号線・3号線・4号線・5号線                                                                | 6号線・7号線・8号線・S1号線                |
| 中国・上海市 | 上海           | 1号線・2号線・3号線・10号線・13号線                                                              |                                            |
| 中国・江蘇省 | 無錫           | 2号線・3号線                                                                                     |                                            |
| 中国・江蘇省 | 常州           | 1号線・2号線                                                                                     |                                            |
| 中国・広東省 | 深圳           | 3号線・4号線・6号線                                                                              |                                            |
| 中国・広東省 | 東莞           | 2号線                                                                                            | 1号線                                      |
| 中国・香港   | 香港           | 軽鉄                                                                                             |                                            |
| 中国・貴州省 | 貴陽           | 1号線                                                                                            | 2号線                                      |
| 中国・江蘇省 | 徐州           | 1号線・2号線・3号線                                                                              | 6号線                                      |
| 中国・江蘇省 | 南通           | 1号線                                                                                            | 2号線                                      |
| 中国・安徽省 | 蕪湖           | 1号線・2号線                                                                                     |                                            |
| 中国・浙江省 | 紹興           | 杭紹城際                                                                                         |                                            |
| 中国・安徽省 | 合肥           | 1号線・2号線・3号線                                                                              |                                            |
| タイ         | バンコク       | ゴールドライン                                                                                   |                                            |
| インド       | ムンバイ       | 1号線                                                                                            |                                            |
| インド       | ノイダ         |                                                                                                  |                                            |
| イラン       | ダブリーズ     |                                                                                                  |                                            |
| イラン       | シーラーズ     |                                                                                                  |                                            |
| イラン       | イスファハーン |                                                                                                  |                                            |
| メキシコ     | モンテレイ     |                                                                                                  | 4号線・5号線・6号線                        |

### 路面電車車両
| 国   | 都市   | 運営中の路線                                 | 事業中また計画中の路線 |
| ---- | ------ | -------------------------------------------- | ---------------------- |
| 中国 | 南京   | 河西有軌電車・麒麟有軌電車                   | 江心洲有軌電車         |
| 中国 | 蘇州   | 蘇州高新有軌電車1号線・蘇州高新有軌電車2号線 |                        |
| 中国 | 紅河州 |                                              | 蒙自有軌電車           |

### 都市間交通車両
2010年、広東省と共同出資して江門市新会地区に工場を建設し、主に珠江デルタ地域の都市間交通車両を製造していく予定。
- 中国高速鉄道CRH6型電車